# Công quốc Braunschweig
Công quốc Braunschweig (tiếng Đức: Herzogtum Braunschweig; tiếng Anh: Duchy of Brunswick), là một nhà nước trong lịch sử của Đức, tên của công quốc được đặt theo kinh đô và đô thị lớn nhất của nó là Braunschweig (Braunschweig). Tại Đại hội Viên năm 1815, Công quốc Braunschweig được thành lập như là một nhà nước kế thừa của Công quốc Braunschweig-Wolfenbüttel. Vị công tước đầu tiên của nhà nước này là Frederick William thuộc Nhà Braunschweig-Bevern. Trong thế kỷ XIX, công quốc lần lược trở thành một phần của Bang liên Đức, Bang liên Bắc Đức và cuối cùng, vào năm 1871 nó gia nhập và trở thành một nhà nước của Đế quốc Đức, được cai trị bởi Nhà Hohenzollern. 
Sau Chiến tranh Thế giới thứ nhất, Công quốc Braunschweig bị giải thể, nó trở thành một phần của Cộng hòa Weimar với tên gọi mới là Bang Braunschweig tự do. Vị công tước cuối cùng của nó là Ernst August thuộc Vương tộc Hannover.

## Lịch sử
Danh hiệu "Công tước của Braunschweig và Lüneburg" (tiếng Đức: Herzog zu Braunschweig und Lüneburg) được  thành lập vào năm 1235, và nắm giữ bởi các thành viên của Nhà Welf (Guelph) cai trị một số vùng lãnh thổ nhỏ ở Tây Bắc nước Đức hiện nay. Nhà nước này không có tính thống nhất, không chặt chẽ như một nhà nước nhất thể hiện đại. Khi một số con trai của một Công tước tranh giành quyền lực, các vùng đất thường bị phân chia, tuy nhiên tất những nhân vật nắm quyền lực tại các lãnh thổ chia nhỏ này đều được nhận tước hiệu Công tước của Braunschweig-Lüneburg; khi một nhánh của gia tộc bị mất quyền lực hoặc bị tuyệt tự, các vùng đất được phân bổ lại cho các thành viên còn sống của gia tộc; các công tước cũng có thể trao đổi lãnh thổ. Yếu tố thống nhất của tất cả các lãnh thổ này là chúng được cai trị bởi con cháu của Công tước Otto I (cai trị 1235–1252).
Sau nhiều lần phân chia ban đầu, Braunschweig-Lüneburg tái thống nhất dưới thời Công tước Magnus II (mất năm 1373). Sau khi ông qua đời, ba người con trai của ông đã cùng nhau cai trị Công quốc. Người anh trai Frederick I, Công tước Braunschweig-Lüneburg bị sát hại vào năm 1400, anh em Bernard và Henry chia lại đất đai, Henry nhận lãnh thổ của Wolfenbüttel.